# Ди Джакомо, Джузеппе
Джузеппе Ди Джакомо (итал. Giuseppe Di Giacomo; род. 1 января 1945, Авола, Италия) — итальянский академик, философ и автор.
Автор около ста научных публикаций, в которых обсуждается вопрос об отношении между эстетикой и литературой, а также между эстетикой и изобразительными искусствами, с особым акцентом на культуру нового времени и современности и на темы, такие как «образ», «репрезентация», отношение искусства и жизни, «память» и понятие «свидетельства» (то есть по итальянский «testimonianza» в смысле видного и показательного для других опыта, жизненного или эстетического).

## Биография
Прежде чем приступить к академической карьере, после окончания философского факультета (с проф. Эмилио Гаррони), он преподавал в «классических» и «научных» вузах, а до этого, в университетские годы, он имел временную работу в течение нескольких месяцев в различных средних школах. В 1976 году он получил через государственный конкурс контракт на преподавание Эпистемологии на Факультете естественных, математических и физических наук Государственного университета города Пармы, контракт, который в 1978 году стал его постоянной должностью и званием. С 28 февраля 1987 года он является штатным сотрудником Римского государственного университета Ла Сапьенца, где, начиная с 19 октября 1993 года, служит в качестве доцента и, в итоге, с 1 ноября 2001 года профессора Эстетики.
В том же университете, с ноября 2012 года он руководит Музеем-лабораторией современного искусства (MLAC), расположенным внутри Дворца ректората. Он входит в состав ученого совета докторантуры по философии и истории философии того же университета, где он был в течение шести лет на посту директора магистратуры философского факультета.
Он был координатором проектов PRIN (Исследовательские проекты национального интереса) и принимал участие в международных исследовательских проектах. Уже 10 лет он координирует исследованиями университета, с участием около тридцати доцентов различных научных дисциплин, по темам эстетически-философского и художественно-литературного характера.
В качестве директора Музея-лаборатория современного искусства Университета Ла Сапьенца, он разработал и скоординировал в сотрудничестве с Национальной галереей современного искусства в Риме, с Театром «Аргентина» и Театром «Элизео» в Риме, многочисленные инициативы семинарского характера, относящиеся к философии, литературе, музыке, изобразительным искусствам, театру.
С Клаудио Замбианки курировал антологию «У истоков произведения современного искусства и современной литературы» (Рим-Бари, Laterza, 2008; 4-е изд. 2012). Он является одним из основателей Итальянского общества эстетики (SIE). Он является директором серии «Фигуры эстетики» у издательства «AlboVersorio» в Милане и серии «Формы возможного. Эстетика. Искусство. Литература» у издательства «Мимесис» в Милане. Он является членом научного комитета журналов:
- Paradigmi
- Studi di estetica
- Rivista di estetica
- Estetica. Studi e ricerche
- Comprendre. Revista catalana de filosofia

Memoria di Shakespeare. A Journal of Shakespearean Studies
Он является членом Научного комитета Aesthetica Preprint, издательская серия «Международного центра эстетических исследований».

## Краткое содержание философии
По Ди Джакомо, в решении сегодня проблемы «образа», необходимо отвергнуть и его толкование, которое видит образ как зеркало вещей, так и то толкование, что считает образ исключительно как самой себе отсылающую систему знаков. От своего чтения Витгенштейна, Ди Джакомо приходит к выводу о том, что логическое представление подразумевает то, что показывает себя и которое, пока себя проявляет, остается «другим» от видимости самого представления. Таким образом, в представлении себя самого, изображение показывает «другой» от видимого, от представляемого: тот «другой», который открывается в видимом, скрываясь от него. И именно таким образом изображение становится иконой невидимого. Тем не менее, под влиянием Адорно, Ди Джакомо утверждает прогрессивную потерю фигуративного из изображения и вместе с тем продолжение существования самого изображения; образ, на самом деле, это вещь, и вместе с тем не-вещь: это парадокс «реальной нереальности». Образ относится к попытке разделения обоюдоострого характера изображения в элементах, составляющих его: с одной стороны в Readymade, в котором представительное измерение растворяется в чисто презентационном измерении, а с другой стороны в чистом мысленном образе, с очень слабой материальной опорой.
Сегодня, образы новых средств массовой информации это образы изображений, и, в этом смысле, даже не являются надлежащим образом изображениями, а скорее «симулякры». Не случайно, цифровые изображения, как и репродукции, имеют низкое значение изображения, так как то, к чему они стремятся это взять на себя вид чего-то, теряя, таким образом, связь между прозрачностью и непрозрачностью, характеризующая напротив достоверные образы. Следовательно, на самом деле, возникает вопрос о том, способны ли новые средства массовой информации реализовать реальные изображения. В частности, в виде искусства, что Адорно называет «современным», мы найдем преодоление эпифанического измерения, которое собственно иконе, где видимое является местом проявления невидимого как Абсолют. Возникает, тогда, новая концепция образа, в сознании невозможности какой-либо претензии на исчерпание реального и вместе с тем на выражение Абсолюта. Эта концепция может быть поставлена в качестве "свидетеля" того, что не позволяет переводить себя в образ: свидетельствовать, на самом деле, это рассказать то, что нельзя рассказать до конца. В этом смысле, свидетельство становится одним с памятью в соответствии с тем, что случилось, но также с тем не-воспоминаемым, которое относится к чему-то, что мы не можем не до конца вспомнить, не до конца забыть, то есть тому, что не является ни полностью сказуемым, ни полностью не-сказуемым. Иначе говоря, свидетель говорит только, если начать с невозможности говорить. Тот факт, что изображение действует в качестве «свидетеля» означает, что попытка сказать неизъяснимое является бесконечной задачей, и именно поэтому вопрос образа является неотъемлемой частью этического вопроса. Это означает, что в изображении, так как нет совершенства, не дано никакое искупление или какое-либо успокоение по отношению к реальному. С этой точки зрения, рассмотрение образов в качестве «свидетеля» эквивалентно рассмотрению их как место всегда нерешенной напряженности между памятью и забвением, а затем как выражение необходимости смысла в горизонте, таком как настоящем, в котором все больше и больше и мир, и искусство, как представляется, обречены на нонсенс.

## Главные издания
1. Dalla logica all’estetica. Un saggio intorno a Wittgenstein, Parma, Pratiche, 1989
2. Icona e arte astratta. La questione dell’immagine tra presentazione e rappresentazione, Palermo, Centro internazionale studi di estetica, 1999
3. Estetica e letteratura. Il grande romanzo tra Ottocento e Novecento, Roma-Bari, Laterza, 1999 (4ª ed. 2010; trad. in lingua spagnola a cura di D. Malquori, Estética y literatura, Universidad de Valencia, Servicio de Publicaciones, 2014)
4. Introduzione a Paul Klee, Roma-Bari, Laterza, 2003
5. «Ripensare le immagini», a cura di Giuseppe Di Giacomo, Mimesis, Milano, 2010
6. «Volti della memoria», a cura di Giuseppe Di Giacomo, Mimesis, Milano, 2012
7. Narrazione e testimonianza. Quattro scrittori italiani del Novecento, Milano, Mimesis, 2012
8. Entre la paraula i el silenci: la filosofia com a recerca de la veritat, prefaci a Antoni Bosch-Veciana, «Imatge-Mirada-Paraula», Barcelona,Facultat de Filosofia, URL, 2013
9. «Malevic. Pittura e filosofia dall’Astrattismo al Minimalismo», Carocci, Roma, 2014
10. Fuori dagli schemi. Estetica e arti figurative dal Novecento a oggi, Laterza, Roma-Bari, 2015
11. «Arte e modernità. Una guida filosofica», Carocci, Roma, 2016
12. «Una pittura filosofica. Antoni Tàpies e l’informale», Mimesis, Milano, 2016
13. «F. Nietzsche. L’eterno ritorno», commentario a cura di Giuseppe Di Giacomo, Alboversorio, Milano, 2016

Издания онлайн:
- Art and Perspicuous Vision in Wittgenstein’s Philosophical Reflection, fupress.net: https://web.archive.org/web/20150118192844/http://www.fupress.net/index.php/aisthesis/article/view/12844/12163
- L’immagine-tempo da Warburg a Benjamin e Adorno, aisthesisonline.it: http://www.aisthesisonline.it/wp-content/uploads/2011/01/06di-giacomo-def.pdf Архивная копия от 18 июля 2013 на Wayback Machine
- Icona e arte astratta, unipa.it: http://www1.unipa.it/~estetica/download/DiGiacomo.pdf Архивная копия от 16 мая 2017 на Wayback Machine